# J.L. Ridter
Janus (Ianus) Laurentius Jørgensen Ridter (14. august 1854 i Aakirkeby – 30. november 1921 i København) var en dansk bladtegner, illustrator og maler. Han huskes især for sine mange tegninger af Københavns topografi.
J.L. Ridter var søn af skrædder Jørgen Ridder og Cecilie Margrethe Larsdatter og var  boghandler, men begyndte tidligt at tegne og fik fra omkring 1874 tegninger optaget i Illustreret Tidende. Fra 1887 helligede han sig helt tegne- og malekunsten, blev elev på Teknisk Skole 1892-93 og modtog privatundervisning i akvarelmaling af C.M. Soya-Jensen. Han blev optaget på Kunstakademiet i november 1893 og var elev til januar 1897. Han foretog rejser til Tyskland og Østrig.
Ridter har især skildret det gamle København, og på Øregaard Museum findes 17 akvareller med motiver fra nu forsvundne steder i hovedstaden. Han har illustreret Danmarks industrielle Etablissementer, udgivet af N. Malmgrens enke (1890). Fra 1905 var han tegner ved De Ferslewske Blade og kunstnerisk medarbejder ved forskellige industrielle virksomheder.
Han er begravet på Bispebjerg Kirkegård.